# Ботегино ди Сесо (Ређо Емилија)
Ботегино ди Сесо је насеље у Италији у округу Ређо Емилија, региону Емилија-Ромања.
Према процени из 2011. у насељу је живело 158 становника. Насеље се налази на надморској висини од 35 м.